# منتخب ساموا لكرة السلة
منتخب ساموا لكرة السلة هو ممثل ساموا الرسمي في المنافسات الدولية في كرة السلة.
لم يشاركوا سابقًا في بطولة أمم آسيا لكرة السلة.